# Conselho Nacional de Saúde
O Conselho Nacional de Saúde é um órgão do Ministério da Saúde  do Brasil, criado em 1937, composto por representantes de entidades dos movimentos sociais relativos às questões de saúde; usuários do SUS; entidades nacionais de profissionais de saúde e da comunidade científica; entidades nacionais de prestadores de serviços de saúde e representantes dos diversos segmentos do Governo Federal afins à área, cuja finalidade é garantir a participação popular e o controle social em saúde, conforme previsto na legislação que estabeleceu os princípios do Sistema Único de Saúde (SUS). É órgão máximo que possui colegiados congêneres estaduais e municipais.
Segundo definição do próprio órgão governamental: "O Conselho Nacional de Saúde (CNS) é uma instância colegiada, deliberativa e permanente do Sistema Único de Saúde (SUS), integrante da estrutura organizacional do Ministério da Saúde. Criado em 1937, sua missão é fiscalizar, acompanhar e monitorar as políticas públicas de saúde nas suas mais diferentes áreas, levando as demandas da população ao poder público, por isso é chamado de controle social na saúde. As atribuições atuais do CNS estão regulamentadas pela Lei n° 8.142/1990". 

## Histórico
O C.N.S. foi criado em 1937 como parte do então Ministério da Educação e da Saúde Pública com a função de auxiliar o ministro; com a criação do Ministério da Saúde em 1953, o órgão foi mantido no seu organograma, sendo então composto por dezessete membros.
Em 1962 houve ampliação para 26 membros das atribuições do Conselho, o que acabou por ser bastante restringido durante o regime militar instalado em 1964, e o número de membros caiu para 14, e sua composição passou a ser exclusivamente de médicos, o que revela uma visão simplória da saúde. Em 1970, com as mudanças internas dentro do próprio regime, há nova alteração da composição e mais dois integrantes foram acrescidos, diminuindo a parcela de médicos; nesse momento foi incluído ali integrantes de áreas farmacêutica e de gestão, revelando o interesse do regime em fomentar a indústria farmacêutica e dos hospitais, que eram o cerne da política de saúde de então, dividida em dois sub-setores: o da saúde propriamente dita, e o previdenciário, este último absorvendo a maioria dos recursos.
Em 1975 foi criado o Sistema Nacional de Saúde e, no ano seguinte, o CNS volta a ser alterado visando adequar-se e, embora não se mudasse a competência, passou a ter 23 membros e uma composição com agentes de outros ministérios e câmaras técnicas semelhantes ao que existe na atualidade.
Com as crises econômicas da década de 1970 (Crise do petróleo de 1973 e de 1979), a legitimação do regime militar diminui e a década seguinte testemunha a volta gradual do país à democracia, com reflexo na liberalização do processo político de tomada de decisões; a ditadura viu-se compelida a ampliar a participação social, a adotar medidas preconizadas por organismos internacionais como UNESCO ou OMS, sendo realizada a 8ª Conferência Nacional de Saúde em 1986, que teve ampla participação popular e, com a volta à democracia, levaram na década seguinte a serem lançadas as bases que criariam o SUS. Até sua reformulação em 1990 funcionava como um "conselho de notáveis".
Em 1990 foi criado um "novo" CNS, com a lei 8.142 de agosto daquele ano, e toda a antiga configuração do Conselho praticamente deixou de existir. Já em 1991 propôs a criação de uma comissão que elaborou o esboço do que viria a ser o Sistema Único de Saúde. Após muitas disputas internas, em 2006 foi aprovado um novo regimento interno que, dentre as alterações, possibilitou a eleição da presidência de qualquer dos conselheiros, e não mais um cargo nato do ministro da saúde.

## Atuação durante a Pandemia de COVID-19
Numa entrevista em junho de 2021, o então presidente do Conselho, o gaúcho Fernando Pigatto falou da importância do órgão durante a pandemia de COVID-19 que, no Brasil, enfrentou o negacionismo governamental. No seu relato, "Em janeiro de 2020, já sabendo que a ‘epidemia’ – não se falava ainda em pandemia – chegaria ao Brasil, a Mesa Diretora do CNS reuniu-se com a representante da Organização Pan-Americana da Saúde (Opas), Drª Socorro Gross, com a Drº Nísia Trindade, Presidenta da Fundação Oswaldo Cruz (Fiocruz), e com o Secretário Nacional de Vigilância em Saúde, Dr. Wanderson. Em fevereiro, realizamos nossa reunião ordinária mensal (a última presencial) justamente para debater como o Brasil enfrentaria a ‘epidemia’. A mesa principal dessa reunião foi coordenada por mim, pelo Wanderson, a Fiocruz e a Opas. A partir dessa reunião, acionamos nossas Comissões Intersetoriais e Câmaras Técnicas. Criamos um ‘Comitê de Acompanhamento da Covid-19’ com as Coordenações de Usuários(as), dos(as) Trabalhadores(as) em saúde, da gestão e dos prestadores de serviço. Esse Comitê foi criado em abril, mas, já a partir de fevereiro, publicamos dezenas de recomendações, moções, pareceres técnicos, cartas abertas, notas públicas, lives, projetos de formação, campanhas... Do início de 2020 até maio de 2021, já nos posicionamos publicamente mais de 150 vezes, isso do ponto de vista de deliberações do Conselho! Significa um posicionamento do CNS a cada três dias".
O órgão havia emitido uma "Carta Aberta às Autoridades Brasileiras" defendendo medidas que foram ignoradas pelo governo e, no dia 25 de março de 2020, publicou uma "Nota pública" onde rebatia pronunciamento do então presidente Jair Bolsonaro como irresponsável e que colocava em risco a saúde da população, defendendo que a economia se recupera, vidas humanas não.
Em julho do mesmo ano o Conselho instituiu, junto a outras entidades, a "Frente pela Vida", que tinha por objetivo promover um plano com base científica para enfrentamento da doença, realçando a decisão de orientar as pessoas a ficarem em casa, alerta à população contra remédios sem eficácia comprovada e cuidado com as informações falsas, entre outras medidas.
Estudo acadêmico feito em 2022 sobre a atuação do CNS na pandemia analisou 86 das suas decisões normativas proferidas entre os meses de outubro e novembro de 2021, dos quais vinte eram diretamente relacionados a medidas a serem adotadas no combate à pandemia, concluindo o mesmo que o Conselho "desenvolveu seu papel institucional e político, necessário na atual conjuntura, principalmente num cenário que ao longo dos últimos anos vem mitigando a legitimidade dos espaços de controle e participação social no Brasil".